# جاري هول
جاري هول (Gary Hall, Jr.) هو لاعب أولمبي لرياضة السباحة من الولايات المتحدة. شارك في الأولمبياد الصيفي في 1996–2004، وفاز بما مجموعه 10 ميدالية.

## الميداليات
| ذهب | فضة | برونز | المجموع |
| 5   | 3   | 2     | 10      |

## روابط خارجية
- جاري هول على موقع الاتحاد الدولي للسباحة (الإنجليزية)
- جاري هول على موقع SwimRankings.net (الإنجليزية)
- جاري هول على موقع قاعة مشاهير السباحة العالمية (الإنجليزية)
- جاري هول على موقع اللجنة الأولمبية الدولية (الإنجليزية)
- جاري هول على موقع أوليمبيديا (الإنجليزية)